# 东方梦符祭
东方梦符祭，是一款基于Dota2，以东方Project为同人题材的塔防类游戏模组，由Avalon工作室出品。
该游戏的模型来自东方dots，而模式则来自《东方CardTD》。

## 玩法
该游戏的玩法是通过收集卡牌，并将卡牌中的角色建造出来，消灭道路上的魔物。
卡牌的品质由高到低分为SSR、SR、R、N，品质越高的卡牌魔女，能力越高。
玩家可以通过收集同星级一定数量的满级卡牌提高星级，提高星级后卡牌会更强大和拥有新的能力。
场上一共可存在不同品质的卡牌共12张，同名的卡牌喂养可以培养技能。
进入游戏，会有两个模式选择，随机组合和自由组合，第一次进入游戏只能选择随机模式，在通关难1达到无尽模式30波之后才能解锁自由模式。

## 人气
2018年5月12日，东方梦符祭同时在线人数接近1万3千人，接近10万人订阅。

## 版权问题
2018年5月11日，Valve向东方梦符祭发出版权警告通告。
5月18日，《东方梦符祭》从DOTA2创意工坊下架。根据东方圈的“囧仙”解释，称《东方梦符祭》被《东方Project》系列作品的版权所有人ZUN的团队举报，因此V社下架了该地图。已经安装的玩家可以继续运行游戏，但还未安装游戏的玩家已无法下载。
开发者称这次下架将会重新对游戏进行大改，完成时便会再次上架。